# Immigration mexicaine en France
La France est le pays de destination de 12 982 Mexicains en 2011 qui se trouvent légalement dans ce pays européen, selon la note officielle du recensement consulaire. Paris est le principal lieu de résidence des Mexicains, mais il en existe également un nombre important à Strasbourg et à Marseille.
La Maison du Mexique à Paris, l'une des 37 résidences de la Cité internationale universitaire de Paris, elle a été créée par les gouvernements du Mexique et de la France en 1953 pour accueillir de jeunes étudiants universitaires du Mexique et d'autres pays d'Amérique latine.

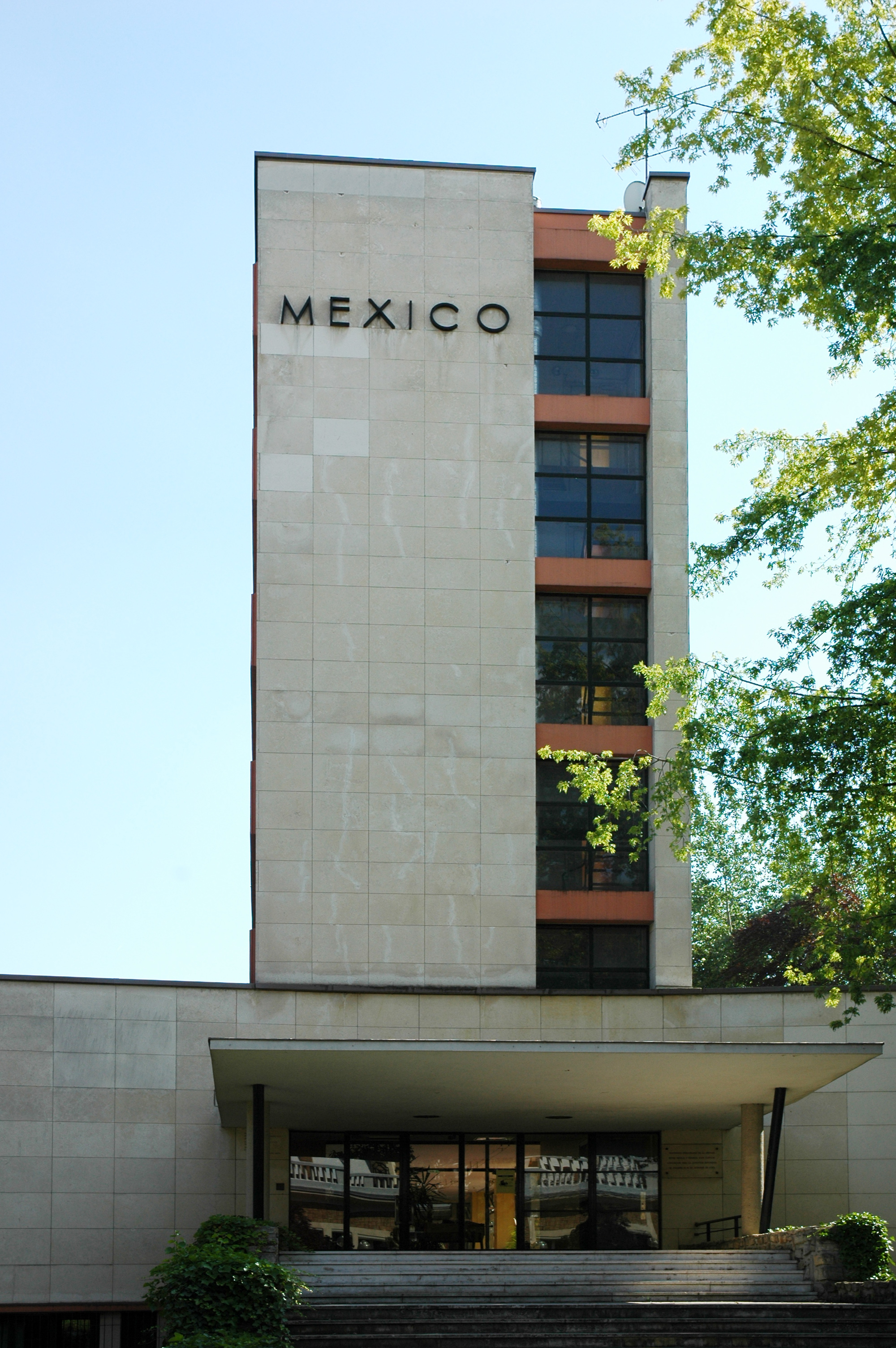
La Maison du Mexique à la Cité internationale universitaire de Paris

## Chiffres
|  | Année de recensement |  | Résidents mexicains |
|  | -------------------- |  | ------------------- |
|  | 2005                 |  | 4,601               |
|  | 2010                 |  | 1,392               |
|  | 2011                 |  | 12,982              |